# Marian Calafeteanu
Marian Calafeteanu (n. 8 noiembrie 1965, Craiova) este un fost jucător român de fotbal ce a activat pe postul de mijlocaș.

## Activitate
- Universitatea Craiova (1985-1989)
- Electroputere Craiova (1989-1994)
- Hapoel Be'er Sheva (1994-1995)
- Maccabi Ironi Ashdod (1995-1997)
- Hapoel Bat-Yam (1997)
- Electroputere Craiova (1997-1998)